# وادي الجلات (بعدان)

تعديل مصدري - تعديل

وادي الجلات محلة تابعة لقرية الجبائب، التابعة لعزلة الحرث بمديرية بعدان إحدى مديريات محافظة إب في الجمهورية اليمنية، بلغ تعداد سكانها 40 حسب تعداد اليمن لعام 2004.